# Bakterienflora
Als Bakterienflora wird oft jene bestimmte, wenngleich nicht immer vollständig bekannte Gesamtheit an Bakterien bezeichnet, die ein bestimmtes Habitat vorübergehend oder andauernd besiedeln.
Diese (veraltete) Bezeichnung beruht auf der früher oft vertretenen Auffassung, Bakterien gehörten zum Pflanzenreich, denn die in einem bestimmten Gebiet vorkommenden Pflanzen werden als „Flora“ dieses Gebiets bezeichnet. Da Bakterien im gegenwärtigen System der Lebewesen eigenen „Domänen“ und nicht mehr wie früher den Pflanzen zugerechnet werden, spricht man stattdessen heute von „Bakteriengemeinschaften“ oder „Bakteriengesellschaften“.
Beim Menschen ist so z. B. die „Bakterienflora“ von Hohlorganen wie den unterschiedlichen Darmabschnitten – die „Darmflora“ – von jener der Hautoberflächen und Körperöffnungen zu unterscheiden. Auf den unterschiedlichen Hautarealen, wie den Fingerspitzen oder den Körperfalten, sind völlig andere Bakterien nachzuweisen; die Scheidenflora weist demgegenüber wieder bestimmte Milchsäurebakterien (sog. Döderlein-Bakterien) als bestimmende Komponente auf; weiter ist die bakterielle Besiedlung des Mundes („Mundflora“) von der des Nasen-Rachen-Raums (z. B. „Rachenflora“) u. a. zu unterscheiden.
In der Mehrzahl handelt es sich dabei um apathogene Bakterien, oft sogar um Symbionten.